# Зиновьев, Николай Александрович
Никола́й Алекса́ндрович Зино́вьев (род. 10 апреля 1960, станица Кореновская, Краснодарский край) — российский поэт, член Союза писателей России. Лауреат Международного конкурса газеты «Литературная Россия» и Большой литературной премии России. Герой Труда Кубани (2020).

## Биография
Николай Зиновьев родился в 1960 году в станице Кореновской (сейчас город Кореновск) Краснодарского края. Мать — Лидия Александровна Зиновьева, учительница начальных классов. Отец — Александр Дмитриевич, рабочий.
Учился в ПТУ, станкостроительном техникуме. Учился на филологическом факультете Кубанского государственного университета, но после окончания вуза трудился в сфере, далекой от филологии: работал грузчиком, бетонщиком, сварщиком.
В 1993 году был принят в Союз писателей России по первой книге стихов «Я иду по земле» (1987), c 2009 года — член правления Союза писателей России.
В 2005 году по приглашению Валентина Распутина Николай Зиновьев принял участие во Всероссийском фестивале «Дни русской духовности и культуры „Сияние России“» (Иркутск).
Живёт в Кореновске.

## Общественная позиция
В 2022 году подписал письмо в поддержку российского военного вторжения на Украину.

## Творчество
Писать стихи Николай Зиновьев начал примерно с 1982 года под впечатлением стихов, опубликованных в журнале «Кубань». Первый опыт Н. Зиновьева одобрил известный на Кубани поэт Вадим Неподоба, чем вдохновил его на дальнейшее творчество.
На встречах с читателями Н. Зиновьев, отвечая на вопрос о своих литературных пристрастиях, назвал своими кумирами Николая Рубцова, Юрия Кузнецова и Бориса Пастернака.
Для Зиновьева характерен короткий, афористичный стиль стихосложения. Многие стихи Зиновьева посвящены теме большой и малой Родины, наполнены тревогой за её будущее. Часто обращается к темам бездуховности, упадка нравственных ценностей в современном обществе. Лирический герой стихов Зиновьева склонен к глубокой рефлексии, в которой преобладают тревожные, а иногда и мрачные тона.
Некоторые стихи Зиновьева положены на музыку и стали песнями.
Автор более двадцати поэтических книг, изданных в Москве, Краснодаре, Иркутске, Киеве, Новосибирске.

## Публикации
Стихи публиковались в журналах «Наш современник», «Всерусский собор», «Дон», «Роман-журнал XXI век», «Родная Кубань», «Сибирь», газетах «Литературная Россия», «Литературная газета».

## Цитата
В стихах Николая Зиновьева говорит сама Россия.
— Валентин Распутин

## Премии и награды
- Международный конкурс «Литературной России» (2003)[8];
- Большая литературная премия России (2005);
- Лауреат газеты «Золотое перо» (2005);
- Литературно-театральная премия имени Виктора Розова «Хрустальная роза» (2008);
- Национальная премия «Имперская культура» имени Эдуарда Володина (2009)[9][10];
- Всероссийская премия имени Александра Невского (2010);
- Премия «Имперская культура» имени Эдуарда Володина (2017);
- Бунинская премия (2017);
- Герой Труда Кубани (2020).

## Книги
- Николай Зиновьев Я иду по земле…: Стихи и поэма. / [Худож. Ю. А. Ковальчук]. — Краснодар: Книжное изд-во, 1988. — 47 с.: ил. — ISBN 5-7561-0027-X (Поэзия Кубани)
- Николай Зиновьев Полёт души, 1997.
- Николай Зиновьев Седое сердце : Стихи. — Краснодар : Совет. Кубань, 1999. — 142 с.: портр. — ISBN 5-7221-0287-3
- Николай Зиновьев Дни, дарованные свыше: Новые стихи. [Сост., вступ. ст. П. Ткаченко]. — М.: Ладога-100, 2003. — 160 с.; ISBN 5944940255
- Николай Зиновьев На самом древнем рубеже: Книга стихов. — Краснодар: Краснод. известия, 2004. — 254 с.: ил.; 1000 экз. — ISBN 5-94828-020-9
- Николай Зиновьев Новые стихи, Москва, 2005.
- Николай Зиновьев Я наследник любви и печали, 2007.
- Николай Зиновьев Души печальные порывы, 2006.
- Николай Зиновьев Вкус огня, 2007
- Николай Зиновьев Я — русский: Стихи. — Краснодар: Полиграфиздат «Адыгея», 2008. — 319 с.: портр.; В пер. — ISBN 978-5-7992-0500-3 (Русский апокриф)
- Николай Зиновьев Над смыслом бытия. Иркутск, 2009.
- Николай Зиновьев Русская жена: Стихи. — Архангельск: Правда Севера, 2010. — 15 с.; портр. + 1 эл. опт. диск (DVD-ROM).; 2000 экз. — ISBN 978-5-85879-631-2
- Николай Зиновьев Круг любви и родства: Сборник стихов. — Краснодар: Периодика Кубани, 2010. — 446 с.: ил., портр. — ISBN 978-5-331-00065-3
- Николай Зиновьев Призрак оптимизма: Стихи. — Краснодар: Советская Кубань, 2010. — 223 с. — ISBN 978-5-7221-0861-6
- Николай Зиновьев Избранное. [сост. Н. И. Дорошенко]. — М.: Российский писатель, 2010. — 143 с.; 1000 экз. — ISBN 978-5-91642-032-6 (Современная русская поэзия)
- Николай Зиновьев Стихотворения. — М.: Российский писатель, 2012. — 223 с.; 1000 экз. — ISBN 978-5-91642-071-5 (Современная русская поэзия)
- Николай Зиновьев Дождаться воскресения: Стихи. — Ростов-на-Дону: Ирбис, 2013. — 239 с.: ил., портр. — ISBN 978-5-87903-085-5
- Николай Зиновьев Крепись, душа!: Стихи. — Саратов: Приволжское изд-во, 2013. — 51 с. — ISBN 978-5-91369-083-8
- Николай Зиновьев Дождаться воскресения: Стихи. — Изд. 2-е. — Ростов-на-Дону: Ирбис, 2014. — 239 с.: ил., портр. — ISBN 978-5-87903-080-0
- Николай Зиновьев Ночной дневник: Стихи. — Ростов-на-Дону: Ирбис, 2015. — 110 с.: портр. — ISBN 978-5-87903-093-0
- Николай Зиновьев Ночной дневник: Стихи. — Иркутск: Иркут, 2015. 100 экз.— 112 с.
- Николай Зиновьев Стена: Стихи. — Ростов-на-Дону: Ирбис, 2016. — 111 с.: портр.; 1000 экз. — ISBN 978-5-87903-097-8
- Николай Зиновьев На родине: Стихи. — Ростов-на-Дону: Ирбис, 2016. — 254 с.; 1000 экз. — ISBN 978-5-87903-086-2
- Николай Зиновьев Лирика: Стихи. — Ростов-на-Дону: Терра Дон, 2018. — 254 с.: портр.; 1000 экз. — ISBN 978-5-9909816-8-3
- Николай Зиновьев Прогулки по дну океана: Стихи. — Ростов-на-Дону: Терра Дон, 2018. 1000 экз. — 120 с.— ISBN 978-5-6041487-3-0
- Николай Зиновьев Сборник стихотворений. — Краснодар: Традиция, 2016. — 358 с.; 1000 экз. — ISBN 978-5-91883-237-0
- Николай Зиновьев Сборник стихотворений. — Краснодар: Традиция, 2019. — 127 с.; ил.; 1000 экз. — ISBN 978-5-91883-342-1
- Николай Зиновьев Старая картина. — Краснодар: Книга, 2019. — 129 с.: ил.; 1300 экз. — ISBN 978-5-905568-44-2
- Николай Зиновьев Портрет неизвестного. Ростов-на-Дону: Терра Дон, 2020. — 560 с. 800 экз.
- Зиновьев, Н. А. Собрание сочинений: в 2 т.: стихи / Н. А. Зиновьев; Т. А. Василевская. — Краснодар: Книга, 2020. Т.1. −2020.-288с.: ил. Т.2. −2020.-276 с.: ил
- Николай Зиновьев Горький свет. — Краснодар: Книга, 2021. — 148 с.; 400 экз. — ISBN 978-5-905568-69-5